# Tchoukball na World Games 2009
Tchoukball na World Games 2009, został rozegrany jako dyscyplina pokazowa w dniach 24 - 26 lipca w hali sportowej Uniwersytetu Państwowego (NKNU Gymnasium) w mieście Kaohsiung. Zawody były dyscypliną pokazową na tych World Games. Rozegrano turniej kobiet i turniej mężczyzn. Zarówno w zawodach męskich jak i żeńskich tryumfowali gospodarze. Szwajcaria sięgnęła po srebrne medale w obu turniejach.

## Wyniki zawodów[2]

### Turniej mężczyzn

#### Pierwsza faza
Godziny poszczególnych meczów według strefy czasowej UTC+8:00.
| Godzina  | Mecze           | Mecze | Mecze           |
| -------- | --------------- | ----- | --------------- |
| 24 lipca |                 |       |                 |
| 09:40    | Chińskie Tajpej | 71:36 | Singapur        |
| 09:40    | Makau           | 22:61 | Szwajcaria      |
| 10:50    | Kanada          | 40:48 | Wielka Brytania |
| 14:20    | Szwajcaria      | 50:76 | Chińskie Tajpej |
| 15:30    | Singapur        | 50:47 | Kanada          |
| 16:40    | Makau           | 16:70 | Wielka Brytania |
| 20:10    | Kanada          | 29:62 | Chińskie Tajpej |
| 21:20    | Szwajcaria      | 39:33 | Wielka Brytania |
| 25 lipca |                 |       |                 |
| 08:30    | Makau           | 27:70 | Singapur        |
| 12:00    | Szwajcaria      | 55:33 | Kanada          |
| 13:10    | Makau           | 28:64 | Chińskie Tajpej |
| 15:30    | Wielka Brytania | 48:53 | Singapur        |
| 17:50    | Makau           | 28:49 | Kanada          |
| 20:10    | Chińskie Tajpej | 78:53 | Wielka Brytania |
| 21:20    | Szwajcaria      | 63:52 | Singapur        |

#### Druga faza
| Godzina  | Mecze             | Mecze      | Mecze | Mecze           |
| -------- | ----------------- | ---------- | ----- | --------------- |
| 26 lipca |                   |            |       |                 |
| 09:00    | Mecz o 5. miejsce | Makau      | 26:53 | Kanada          |
| 11:30    | Mecz o 3. miejsce | Singapur   | 46:42 | Wielka Brytania |
| 14:00    | Finał             | Szwajcaria | 39:67 | Chińskie Tajpej |

#### Klasyfikacja finałowa mężczyzn
| Poz. | Państwo         |
| ---- | --------------- |
|      | Chińskie Tajpej |
|      | Szwajcaria      |
|      | Singapur        |
| 4    | Wielka Brytania |
| 5    | Kanada          |
| 6    | Makau           |

### Turniej kobiet

#### Pierwsza faza
Godziny poszczególnych meczów według strefy czasowej UTC+8:00.
| Godzina  | Mecze           | Mecze | Mecze           |
| -------- | --------------- | ----- | --------------- |
| 24 lipca |                 |       |                 |
| 08:30    | Kanada          | 41:33 | Singapur        |
| 12:00    | Wielka Brytania | 29:65 | Wielka Brytania |
| 13:10    | Szwajcaria      | 63:31 | Singapur        |
| 17:50    | Kanada          | 30:35 | Wielka Brytania |
| 19:00    | Chińskie Tajpej | 48:38 | Szwajcaria      |
| 25 lipca |                 |       |                 |
| 09:40    | Wielka Brytania | 38:47 | Szwajcaria      |
| 10:50    | Chińskie Tajpej | 75:22 | Singapur        |
| 14:20    | Szwajcaria      | 44:31 | Kanada          |
| 16:40    | Wielka Brytania | 47:40 | Singapur        |
| 19:00    | Kanada          | 22:57 | Chińskie Tajpej |

#### Druga faza
| Godzina  | Mecze             | Mecze           | Mecze | Mecze      |
| -------- | ----------------- | --------------- | ----- | ---------- |
| 26 lipca |                   |                 |       |            |
| 10:15    | Mecz o 3. miejsce | Wielka Brytania | 33:45 | Kanada     |
| 13:45    | Finał             | Chińskie Tajpej | 50:37 | Szwajcaria |

#### Klasyfikacja finałowa kobiet
| Poz.   | Państwo         |
| ------ | --------------- |
| Ouro   | Chińskie Tajpej |
| Prata  | Szwajcaria      |
| Bronze | Kanada          |
| 4      | Wielka Brytania |
| 5      | Singapur        |

## Medaliści
Mężczyźni
|  | Chińskie Tajpej |  | Szwajcaria |  | Singapur |
|  | Lin Wen-pin Chang Wei-chun Chang Wei-hsiang Lee Chih-wei Chen Yen-chun Lee Kun-cheng Lee Shih-jen Fang Shen-szu Yao Fei-long Lee Chen-ming |  | Pierre-Yves Piguet Michael Rabotot Laurent Ludi Jean-Loup Remolif Romain Schmocker Bruno Remolif Thibaut Collioud Lionel Cendre Natanael Khodl Alexandre Dubois |  | Liao Jianwiong Chia Jue Cun Tan Wheng Chao Geh Si Yuan Lim Wei Ming Ian Marck Anthony Viernes You Zhi Jie Bruce Tan Chow Seng Chin Khairi Abdul Rashid Lin Sun Tang |

Kobiety
|  | Chińskie Tajpej |  | Szwajcaria |  | Kanada |
|  | Sung Tsai-yun Chung Hui-chun Chung Pei-ju Chung Meng-cheng Chang Shiu-chi Lin Shi-yun Wu Pei-ying Chung Chia-jung Cheng Yu-hua Huang Chien-tzu |  | Amelie Sautebin Vanessa Rechik Garance Gutknecht Fanny Betrix Melanie Jaquet Camille Schwab Irina Dingbergs Samantha Urbina Deborah Noirjean Eveleine Paulmery |  | Melanie Beauvais Priscille Giroux Marie-Eve Valiquette Julie Drapeau Jessica Ie Virginie St. Sauveur Marianne Melanson Marilyn Robichaud |